# Aluminiumdodecaboride
Aluminiumdodecaboride (AlB12) is een zeer harde chemische verbinding die voor 17 gewichtprocenten uit aluminium bestaat.
Het is het hardste aluminiumboride. Deze groep verbindingen omvat ook AlB, AlB2, AlB4 en AlB10.

## Eigenschappen

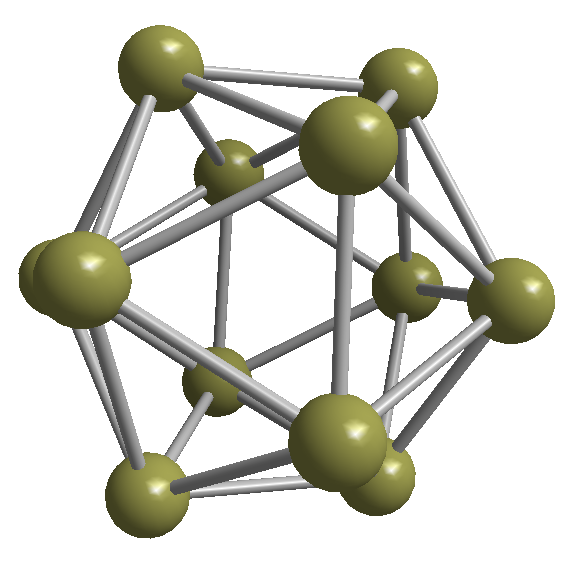
B12-Ikosaeder in de structuren van α- en γ-aluminiumdodecaboride
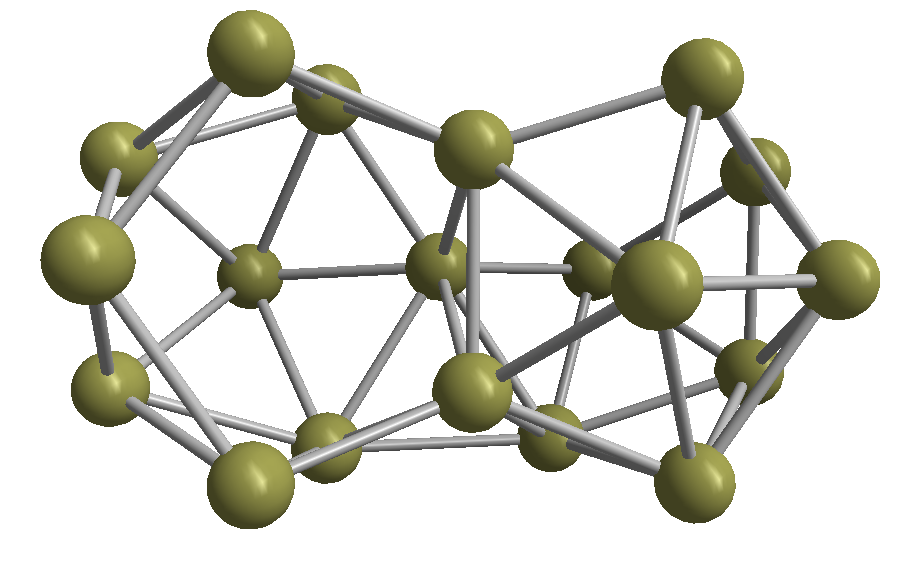
B19-eenheid in de structuur van α- en γ-aluminiumdodecaboride

Aluminiumdodecaboride bestaat in twee kristallijne vormen:
α-AlB12Deze vorm kristalliseert tetragonaal, ruimtegroep P43212 (ruimtegroep Nr 96) of P41212 (ruimtegroep Nr 92) met roosterconstanten: a = 1016 pm, c = 1427 pm)
γ-AlB12De γ-vorm is orthorombisch met ruimtegroep P212121 en roosterconstanten: a = 1657 pm, b = 1751 pm und c = 1014 pm.
Beide vormen lijken veel op elkaar en bestaan uit een drie-dimensionaal netwerk van B12 en B19 eenheden. De laatste bestaat uit twee onvolledige ikosaeders (beide missen een atoom) die via een gemeenschappelijke driehoek met elkaar verbonden zijn. Zowel de B12- als de B19-eenheden zijn via B-B-bindingen met andere eenheden verbonden.
De aluminium-atomen zijn regelmatig over meerdere posities in de kristalstructuur verdeeld.
β-AluminiumdodecaborideHet vroeger als β-Aluminiumdodecaborid beschreven boride kristalliseert orthorombisch (a = 1234 pm, b = 1263 pm, c = 508 pm). Het gaat hierbij niet om een zuiver aluminiumboride, maar om een stof met de formule C2Al3B48. Deze stof is wel heel bruikbaar als uitgangsstof voor andere boriden.

## Synthese
De α-vorm kan bereid worden in een reactie van boor(III)oxide met zwavel en aluminium. Wordt aan het mengsel ook koolstof toegevoegd dan ontstaat de β-vorm.

## Toepassingen
De grote hardheid van AlB12 maken het uitermate geschikt als toevoeging aan PCBN inserts, dat vooral toepassing vindt als vervangen van diamant en corundum in allerlei snij-gereedschap..